# Філіпп Жарускі
Філіпп Жарускі (фр. Philippe Jaroussky, 13 лютого 1978, Мезон-Лафіт, Іль-де-Франс, Франція) — французький контратенор.

## Особисте життя
Філіпп Жарускі відкритий гей і з 2007 року перебуває у стосунках з «дуже підтримуючим» чоловіком, шо не є музикантом. Його хлопець іноді подорожує з ним.

## Нагороди

### Перемоги у класичній музиці (Франція)
- 2004 — «Ліричний оперний співак»
- 2005 — названий у номінації «Артист року»
- 2007 — «Ліричний артист року»
- 2008 — у день свого тридцятиріччя виграв «Найкращий запис року»
- 2009 — «Гран-прі Шарля Кро»
- 2010 — "Ліричний артист року

### Музична преміяEcho-Klassik(Німеччина)
- 2008 — «Співак року»

### Кавалер Ордену Мистецтв та літератури (Франція)
- 2009 — 18 січня в Каннах у рамках Міжнародного ринку музичних видань (MIDEM) контратенор отримав відзнаку кавалера Ордену Мистецтв та літератури